# 维也纳路
维也纳路（Rue de Vienne）st une voie du 巴黎第八区的一条街道，始于亨利-柏格森广场（place Henri-Bergson）2号，止于欧洲广场。
维也纳路是欧洲区计划的一部分，道路以奥地利首都维也纳命名。1826年地块被海哲曼和米尼翁获得，根据授权令的规定，街道的最小宽度为15米。